# COMMD3-BMI1
COMMD3-BMI1 (англ. BMI1 proto-oncogene, polycomb ring finger) – білок, який кодується однойменним геном, розташованим у людей на короткому плечі 10-ї хромосоми. Довжина поліпептидного ланцюга білка становить 326 амінокислот, а молекулярна маса — 36 949.
| 10         |  | 20         |  | 30         |  | 40         |  | 50         |
| ---------- |  | ---------- |  | ---------- |  | ---------- |  | ---------- |
| MHRTTRIKIT |  | ELNPHLMCVL |  | CGGYFIDATT |  | IIECLHSFCK |  | TCIVRYLETS |
| KYCPICDVQV |  | HKTRPLLNIR |  | SDKTLQDIVY |  | KLVPGLFKNE |  | MKRRRDFYAA |
| HPSADAANGS |  | NEDRGEVADE |  | DKRIITDDEI |  | ISLSIEFFDQ |  | NRLDRKVNKD |
| KEKSKEEVND |  | KRYLRCPAAM |  | TVMHLRKFLR |  | SKMDIPNTFQ |  | IDVMYEEEPL |
| KDYYTLMDIA |  | YIYTWRRNGP |  | LPLKYRVRPT |  | CKRMKISHQR |  | DGLTNAGELE |
| SDSGSDKANS |  | PAGGIPSTSS |  | CLPSPSTPVQ |  | SPHPQFPHIS |  | STMNGTSNSP |
| SGNHQSSFAN |  | RPRKSSVNGS |  | SATSSG     |  |            |  |            |

A: Аланін

C: Цистеїн

D: Аспарагінова кислота

E: Глутамінова кислота

F: Фенілаланін

G: Гліцин

H: Гістидин

I: Ізолейцин

K: Лізин

L: Лейцин

M: Метіонін

N: Аспарагін

P: Пролін

Q: Глутамін

R: Аргінін

S: Серин

T: Треонін

V: Валін

W: Триптофан

Кодований геном білок за функціями належить до репресорів, регуляторів хроматину. 
Задіяний у таких біологічних процесах, як транскрипція, регуляція транскрипції. 
Білок має сайт для зв'язування з іонами металів, іоном цинку. 
Локалізований у цитоплазмі, ядрі.